# Saint-Jean-de-la-Neuville
Saint-Jean-de-la-Neuville är en kommun i departementet Seine-Maritime i regionen Normandie i norra Frankrike. Kommunen ligger i kantonen Bolbec som tillhör arrondissementet Le Havre. År 2022 hade Saint-Jean-de-la-Neuville 664 invånare.

## Befolkningsutveckling
Antalet invånare i kommunen Saint-Jean-de-la-Neuville
| Referens: INSEE |